# 停战诸国
停战诸国（羅馬化：As-Sāḥil al-Muhādin或阿拉伯语：，羅馬化：al-Mutaṣāliḥ），或音译为“特鲁西尔诸国”，又称停战海岸、停战阿曼（休战阿曼）、停战阿拉伯、停战谢赫国。是英国政府对阿拉伯东南部的一群部落联盟的称呼，这些部落的领导人在1820年至1892年期间与英国签署了保护性条约或休战协议。1971年，七個停戰諸國組成阿拉伯聯合大公國。